# Debre Zeit (Beniszengul-Gumaz)
Debre Zeit (Beniszengul-Gumaz) (także Wenbera) – miasto w zachodniej Etiopii. Położone w strefie Metekel regionu Bienszangul-Gumuz. Leży niedaleko południowego stoku szczytu Belaya na wysokości 2097 m n.p.m. Według danych szacunkowych na rok 2010 liczy 4 734 mieszkańców.